# Pedro Guillermo

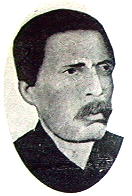
Pedro Guillermo Guerrero

Pedro Guillermo Guerrero (* 29. Juni 1814; † 18. Februar 1867) war ein Soldat, Kaufmann und Politiker aus der Dominikanischen Republik. Er war vom 15. November 1865 bis zum 8. Dezember desselben Jahres Präsident der provisorischen Regierung der Dominikanischen Republik.
Er kämpfte im Dominikanischen Unabhängigkeitskrieg gegen Haiti, insbesondere in der Schlacht von Azua, der Schlacht von Estrelleta, der Schlacht von El Número und der Schlacht von Las Carreras. Während der Annexion der Dominikanischen Republik durch Spanien im Jahr 1861 war Guillermo dagegen und organisierte am 2. Oktober 1863 den ersten Aufstand in Hato Mayor del Rey.
Am 15. November 1865 wurde er Präsident der Republik und blieb dies bis zur Machtübernahme von Buenaventura Báez am 8. Dezember 1865. Während seiner Regierungszeit konzentrierte er seine gesamte Energie auf den Kampf für die Rückkehr von Buenaventura Báez an die Macht.

## Frühen Lebensjahren
Er wurde am 29. Juni 1814 in Media Chiva, in der Gemeinde Hato Mayor del Rey, Provinz Hato Mayor, Dominikanische Republik, geboren. Seine Eltern waren Gemüsehändler, José Guillermo und Francisca Guerrero, geboren in Barcelona, Venezuela. Der Nachname Guerrero, den er von seiner Mutter erhielt, bedeutet auf Spanisch "Krieger", was auf eine kämpferische oder kriegerische Herkunft hinweisen kann. Am 20. November 1843 heiratete er Rosalía Bastardo, mit der er drei Kinder hatte, zwei Mädchen, die starben, und einen Jungen namens Cesáreo Guillermo Bastardo, der später Präsident der Republik wurde.